# Famille Persico
Pour les articles homonymes, voir Persico.
 (juillet 2024).

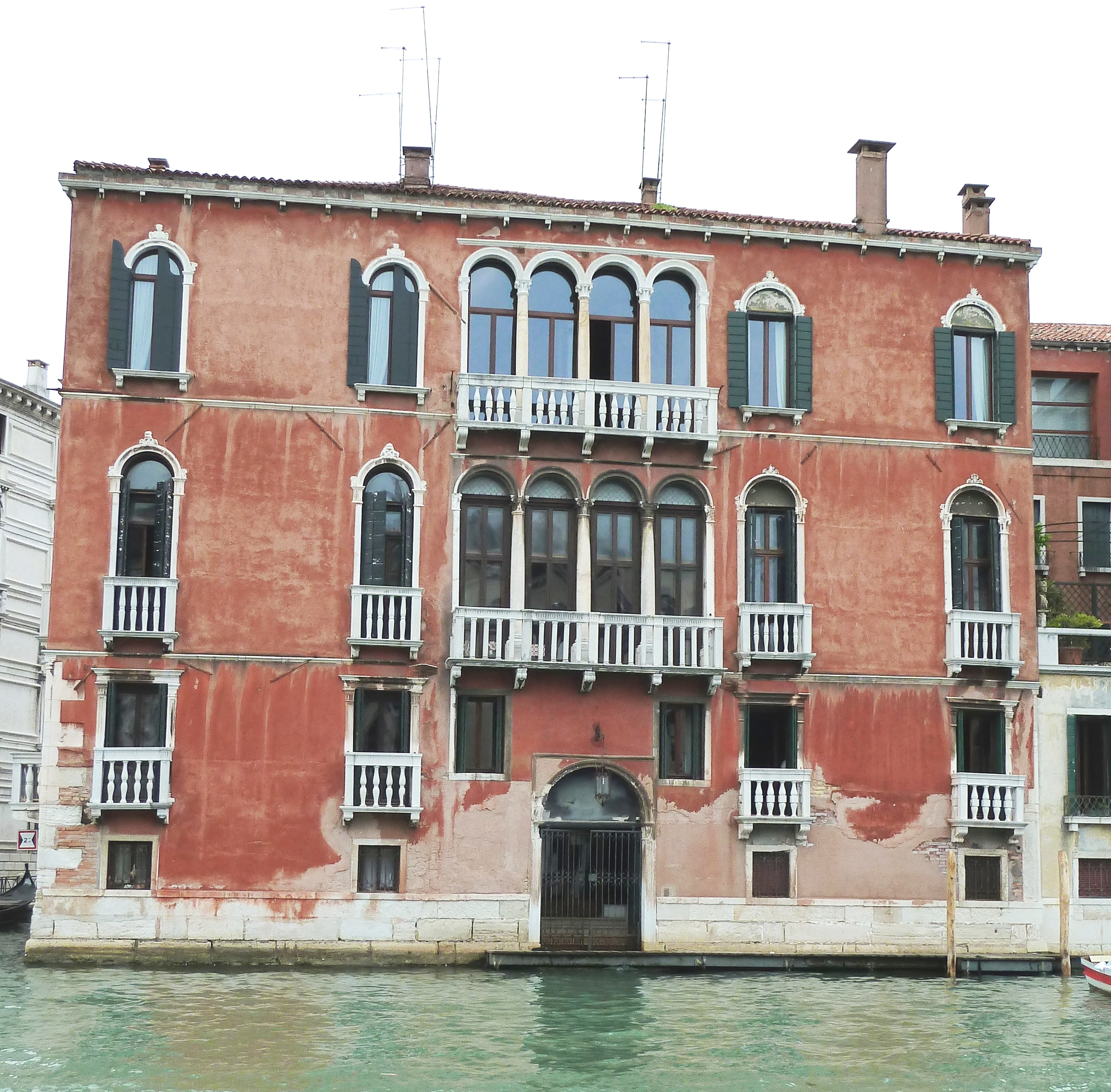
Palais Giustinian Persico à San Polo

La famille Persico, parfois Da Persico, est une famille patricienne de Venise. 

## Histoire
Ancienne famille noble originaire de Bergame, elle est admise par décret du Grand Conseil du 18 mars 1685 au Veneto Patriziato, pour ses mérites et ses services militaires rendus, ainsi que pour les importantes subventions dont un versement de 100 000 ducats offertes à la  Sérénissime confrontée à la guerre de Candie contre les Ottomans.  
Les principaux membres de cette famille ont exercé des fonctions d'État en entrant au Consiglio dei Pregadi et au Conseil des Dix.
Le Palais Giustinian Persico commandé au XIIIe siècle par la famille aristocratique Giustinian est ensuite repris par la famille Persico (ou Da Pesico),.

## Armes

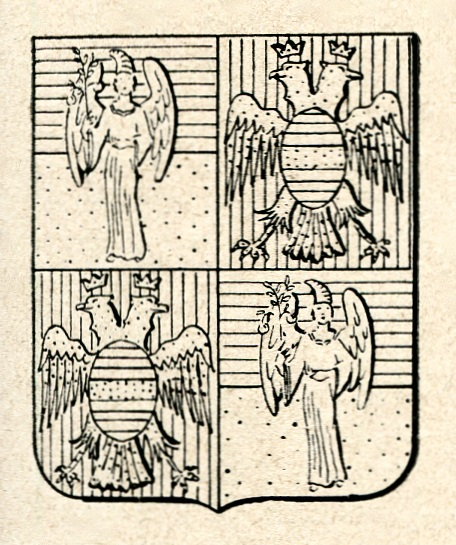
Armes Persico

Les armes de la famille se blasonnent ainsi  :
- 1er et 4e tronqués d'azur et d'or à l'ange ailé vêtu d'argent qui tient une branche de Pêcher fécondée de deux fruits.
- 2e et 3e de rouge à l'aigle bicéphale couronné d'or sur les deux têtes et chargé à la poitrine d'un bouclier d'azur à la bande d'or.